# Palmyra
Koordinaten: 34° 34′ N, 38° 16′ O

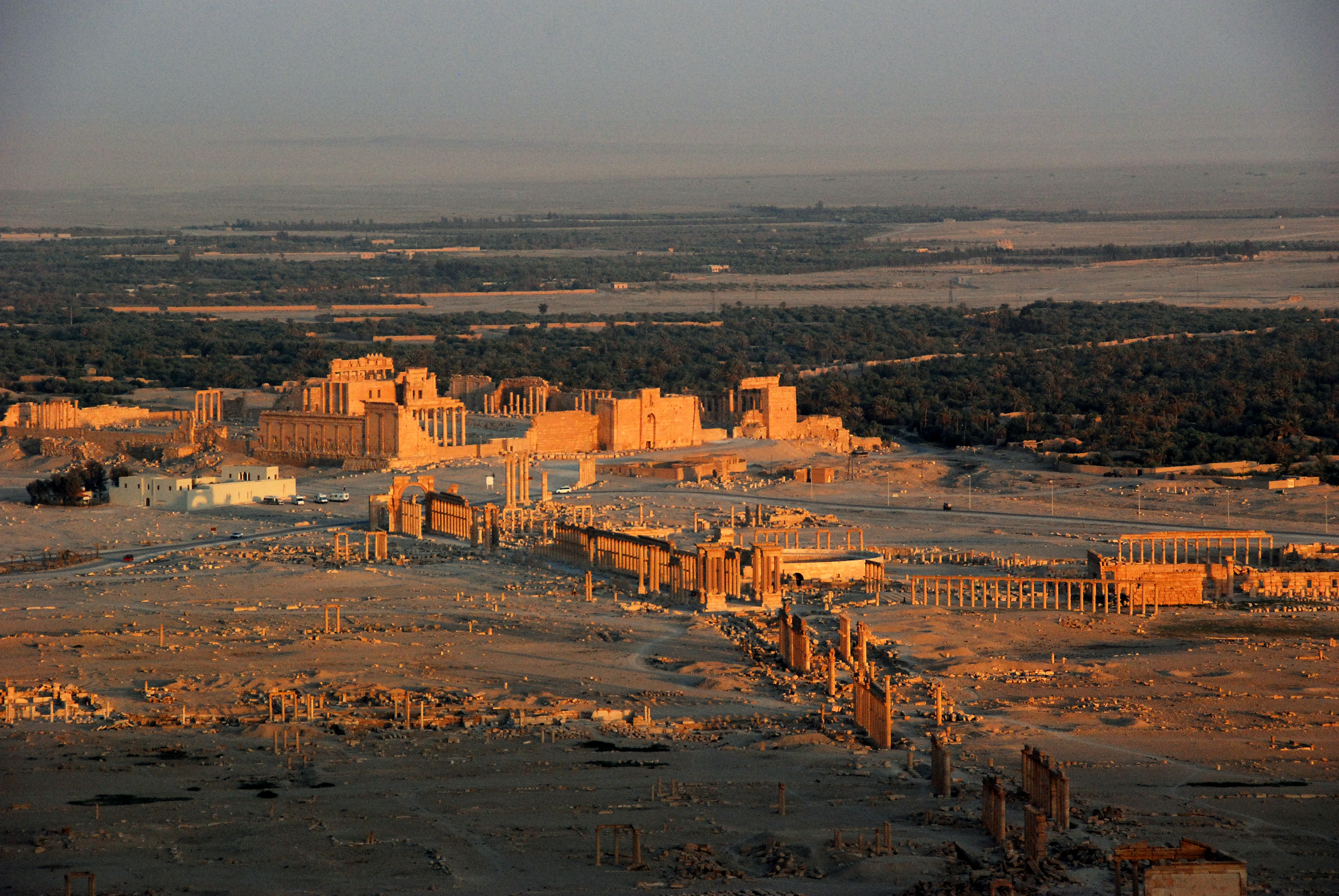
Überblick über Palmyra (2008)

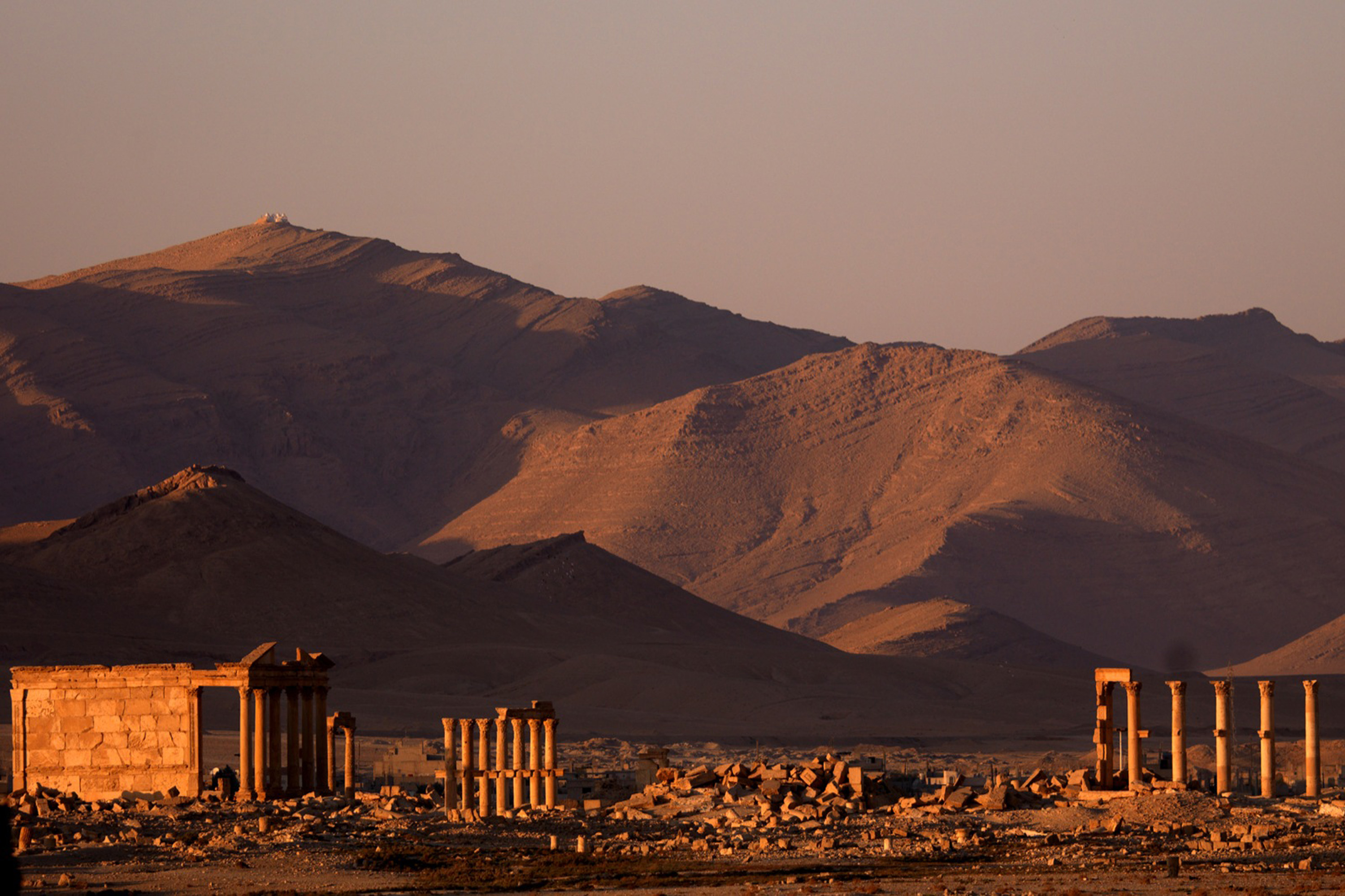
Palmyra von Norden her gesehen (2008)

Palmyra (latinisierte Form des altgriechischen Παλμύρα, Palmýra; arabisch تدمر Tadmur; reichsaramäisch ܬܕܡܘܪܬܐ Tedmurtā; hebräisch תדמור Tadmor), gegenwärtig auch Tadmor genannt, ist eine antike Oasenstadt im heutigen Gouvernement Homs in Syrien. Sie liegt auf dem Gebiet der modernen Stadt Tadmor, die vor dem Syrischen Bürgerkrieg etwa 51.000 Einwohner hatte.
Die ersten archäologischen Funde stammen aus der Jungsteinzeit. Die erste schriftliche Erwähnung der Stadt selbst erfolgte in altorientalischer Zeit: Sie wurde in den Annalen mehrerer assyrischer Könige und im Alten Testament erwähnt. Palmyra war später Teil des Seleukidenreiches und erlebte seine Blütezeit nach der Annexion durch das Römische Reich im 1. Jahrhundert n. Chr. Palmyra verfügte über eine gewisse Autonomie innerhalb des Römischen Reiches und wurde Teil der Provinz Syria. Die Metropole besaß einen eigenen Senat (Boulé), der für öffentliche Arbeiten und die lokale Miliz zuständig war, und ein unabhängiges Steuersystem. Im 3. Jahrhundert wurde sie zur colonia erhoben. In der Zeit der Reichskrise des 3. Jahrhunderts gewann die Stadt stark an politischer Bedeutung und wurde 270 kurzzeitig unabhängig. Das Reich der Stadt stellte einen bedeutenden Machtfaktor im Vorderen Orient dar. Palmyra wurde jedoch 272 von römischen Truppen wieder erobert und 273 nach einer gescheiterten zweiten Rebellion weitgehend zerstört.
Palmyra lag an einer wichtigen Karawanenstraße in Syrien, auf halber Strecke von Damaskus über die römische Oase Al-Dumair und weiter über das Kastell Resafa zum Euphrat. Inmitten der syrischen Wüste spenden zwei Quellen Wasser, mit dem die noch immer erhaltenen Palmengärten im Süden und Osten der Stadt bewässert werden. Der Reichtum der Stadt ermöglichte die Errichtung von monumentalen Bauten. Im dritten Jahrhundert war die Stadt eine wohlhabende Metropole und zu einem regionalen Zentrum des Nahen Ostens aufgestiegen. Die Palmyrer gehörten zu den renommierten Händlern, etablierten Stationen entlang der Seidenstraße und betrieben im gesamten Reich Handel. Die Sozialstruktur der Stadt war tribal, und ihre Bewohner sprachen mit dem Palmyrenischen Dialekt des Aramäischen eine eigene Sprache. Griechisch wurde für kommerzielle und diplomatische Zwecke verwendet. Die Kultur von Palmyra, die durch die Römer, Griechen und Perser beeinflusst wurde, ist in der Region einzigartig. Die Einwohner verehrten lokale Gottheiten und mesopotamische und arabische Götter.
Die Stadt gehört seit der Vertreibung der Osmanen 1918 zu Syrien als eigenständigem Staat. Sie beherbergt heute unverwechselbare Kunst und Architektur und wurde 1980 zum UNESCO-Weltkulturerbe erklärt. Im Mai 2015 nahmen Mitglieder der Terrororganisation „Islamischer Staat“ (IS) Palmyra ein und sprengten in der Folgezeit bedeutende historische Bauwerke; zudem wurde die Stätte geplündert. Im März 2016 erlangten die syrischen Streitkräfte mit russischer Unterstützung zeitweilig die Kontrolle über Palmyra zurück, doch im Dezember 2016 marschierten nach heftigen Gefechten erneut Kämpfer des IS in Palmyra ein. Im März 2017 musste der IS die Stadt ein zweites Mal räumen.

## Lage und Etymologie

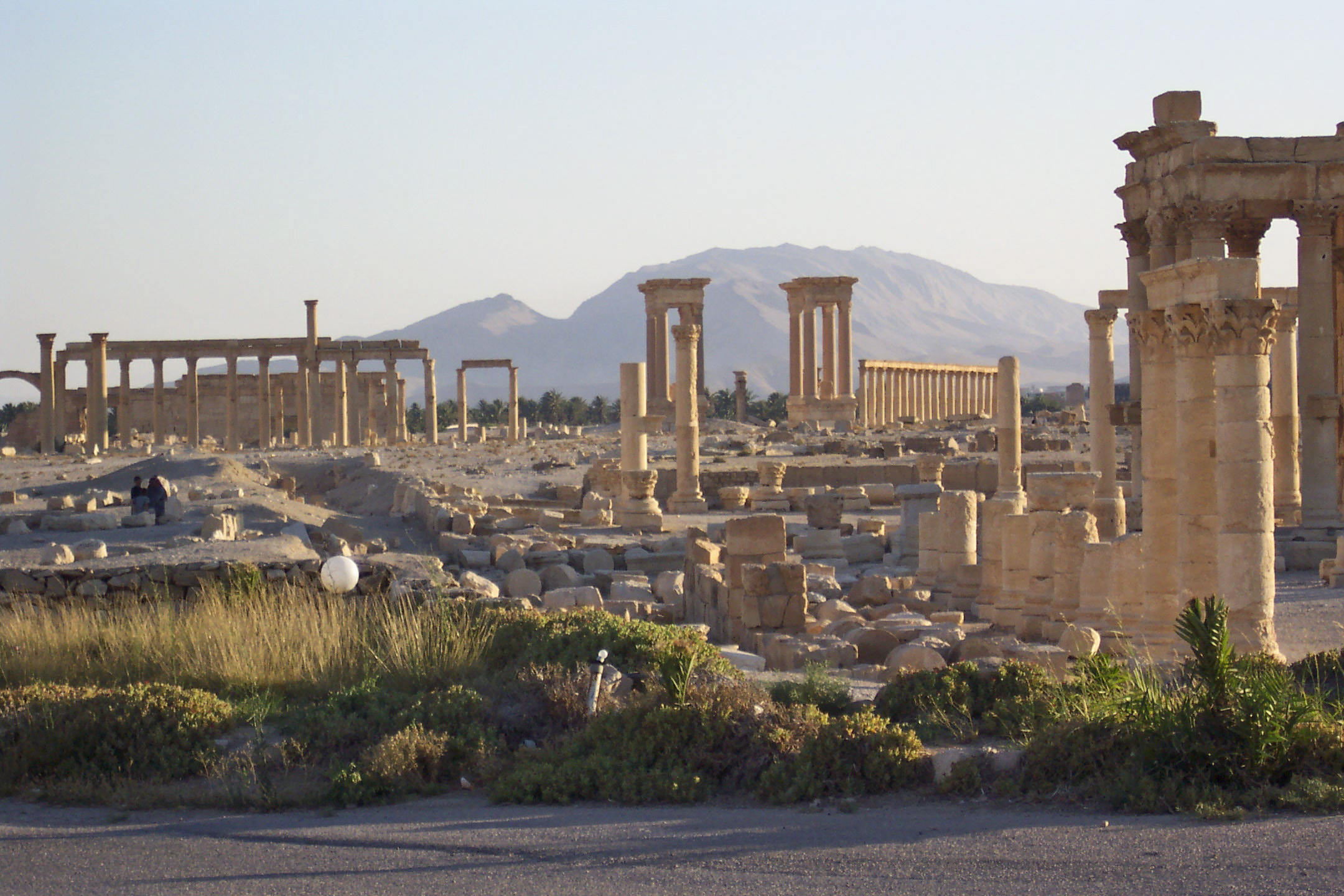
Landschaft in und um Palmyra (2005)

Palmyra liegt 215 km nordöstlich der syrischen Hauptstadt Damaskus. Die Ruinenstadt liegt in einer Oase, die von Palmen (etwa 20 verschiedene Sorten) umgeben ist. Sie ist im Zentrum des Hochlandes von Aleppo gelegen und wird nördlich und südwestlich von zwei Bergketten eingeschlossen. Im Süden und Osten ist Palmyra von der syrischen Wüste umgeben. Ein kleines Wadi (al-Qubur) durchquert das Gebiet, bevor es in den östlichen Gärten der Oase aus den westlichen Hügeln hinter der Stadt fließt. Südlich des Wadi fließt der Nebenbach Efqa. Plinius der Ältere pries die Stadt um ca. 70 für ihre Lage, den Reichtum des Bodens und die Felder am Rande der Stadt, die früher Landwirtschaft und Viehzucht möglich gemacht hatten.
Das Wort Tadmor (in palmyrenischen Inschriften tdmry bzw. tdmwry) hat einen altsemitischen Ursprung, der griechische Name Palmyra nimmt Bezug auf die Vegetation der Oase (im übertragenen Sinne „Palmenstadt“). Heute wird allgemein angenommen, dass Palmyra sich von Tadmor ableitet. Tamar bedeutet im Hebräischen „Dattelpalme“ und soll der Sage nach der Name einer Stadt gewesen sein, die Salomo gegründet hatte; dieser Namensbezug wurde auf die Oasensiedlung Tadmor übertragen.
Der Name Palmyra erschien zum ersten Mal zu Beginn des ersten Jahrhunderts nach Christus und wurde im gesamten römischen Reich verwendet; die Namensform Tadmor wurde aber in Palmyra selbst weiterhin gebraucht. Der US-amerikanische Archäologe Michael Patrick O’Connor behauptete, dass die Namen Palmyra und Tadmor aus dem Hurritischen kommen. Hierbei stellt er eine Verbindung zwischen den hurritischen Verben pal (zu wissen) und tad (zu lieben) her. Im dreizehnten Jahrhundert schrieb der syrische Geograph Yāqūt ar-Rūmī, dass Tadmor der Name einer Tochter eines von Noahs fernen Nachfahren gewesen sei und diese in der Stadt begraben wurde.

## Geschichte

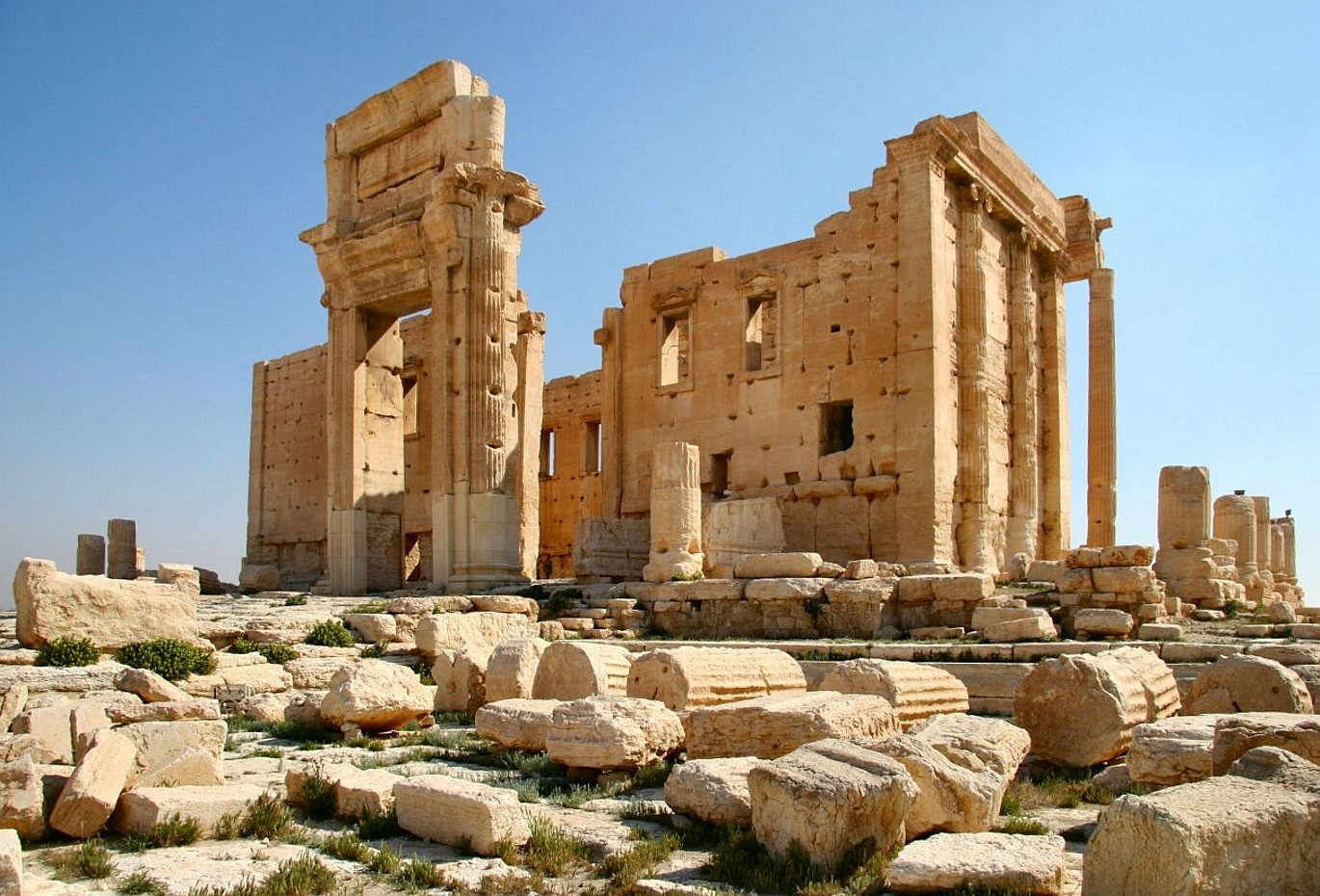
Beltempel von Palmyra (2005)

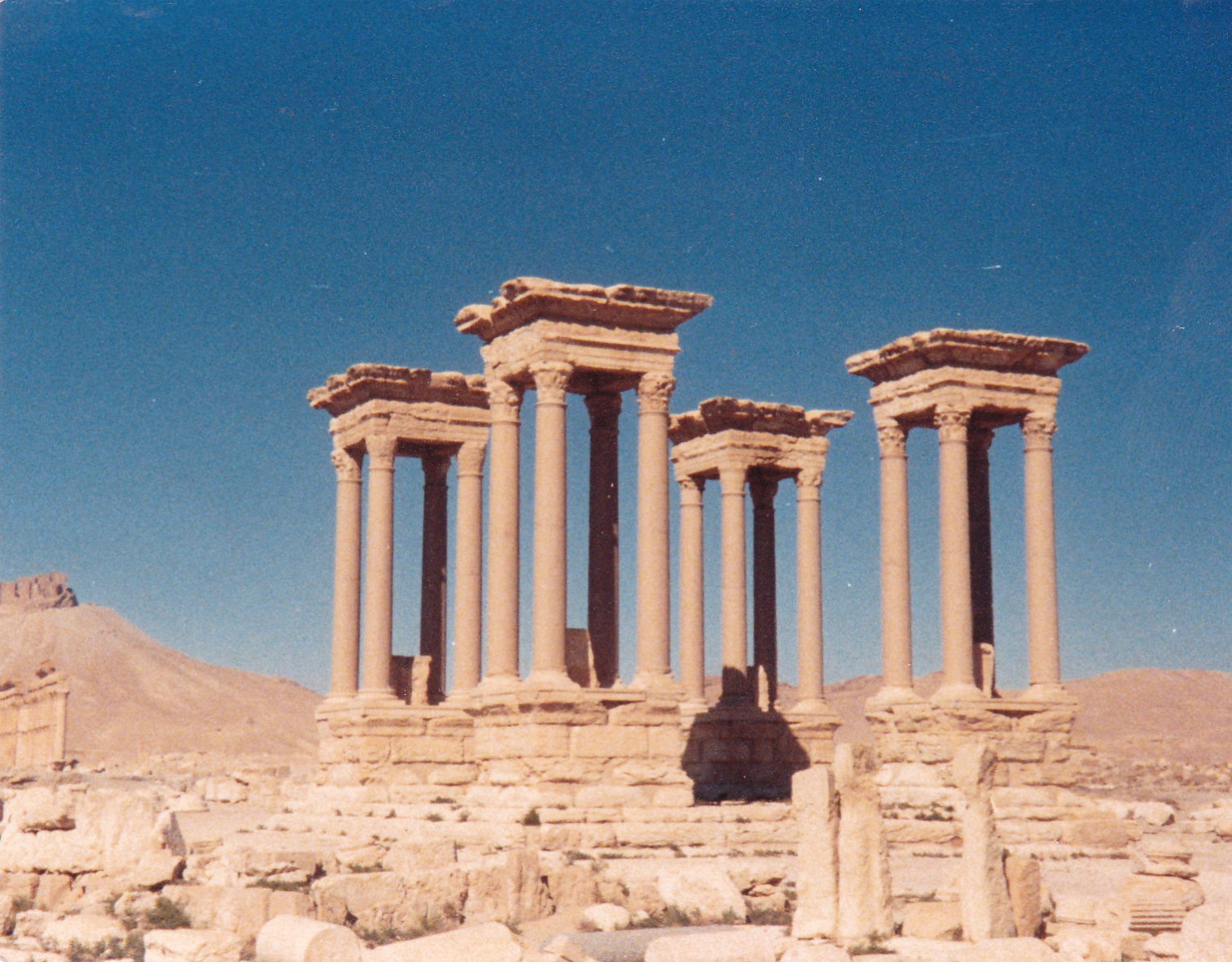
Tetrapylon, Palmyra (1987)

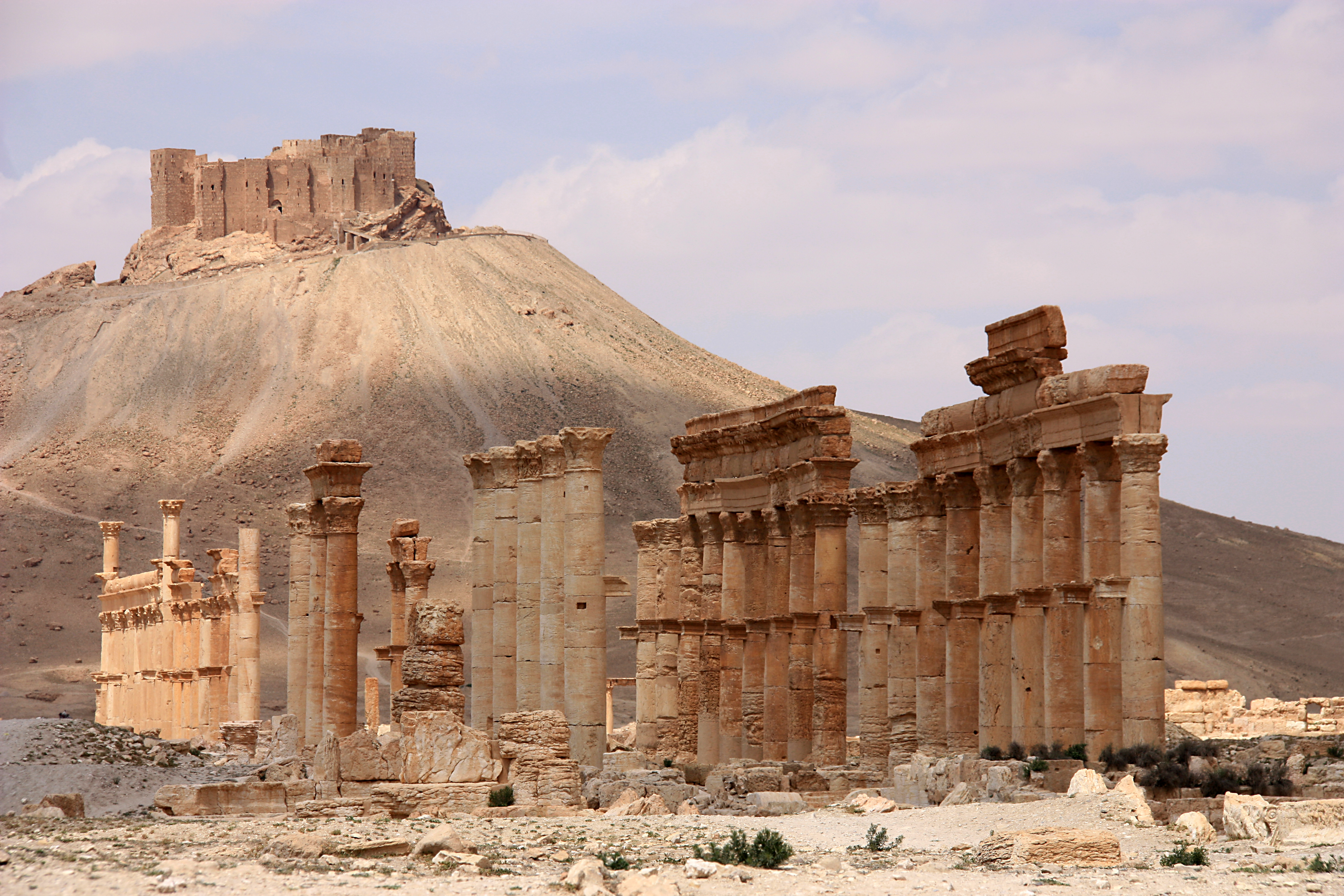
Blick auf die arabische Zitadelle Qalʿat Ibn Maʿn (2010)

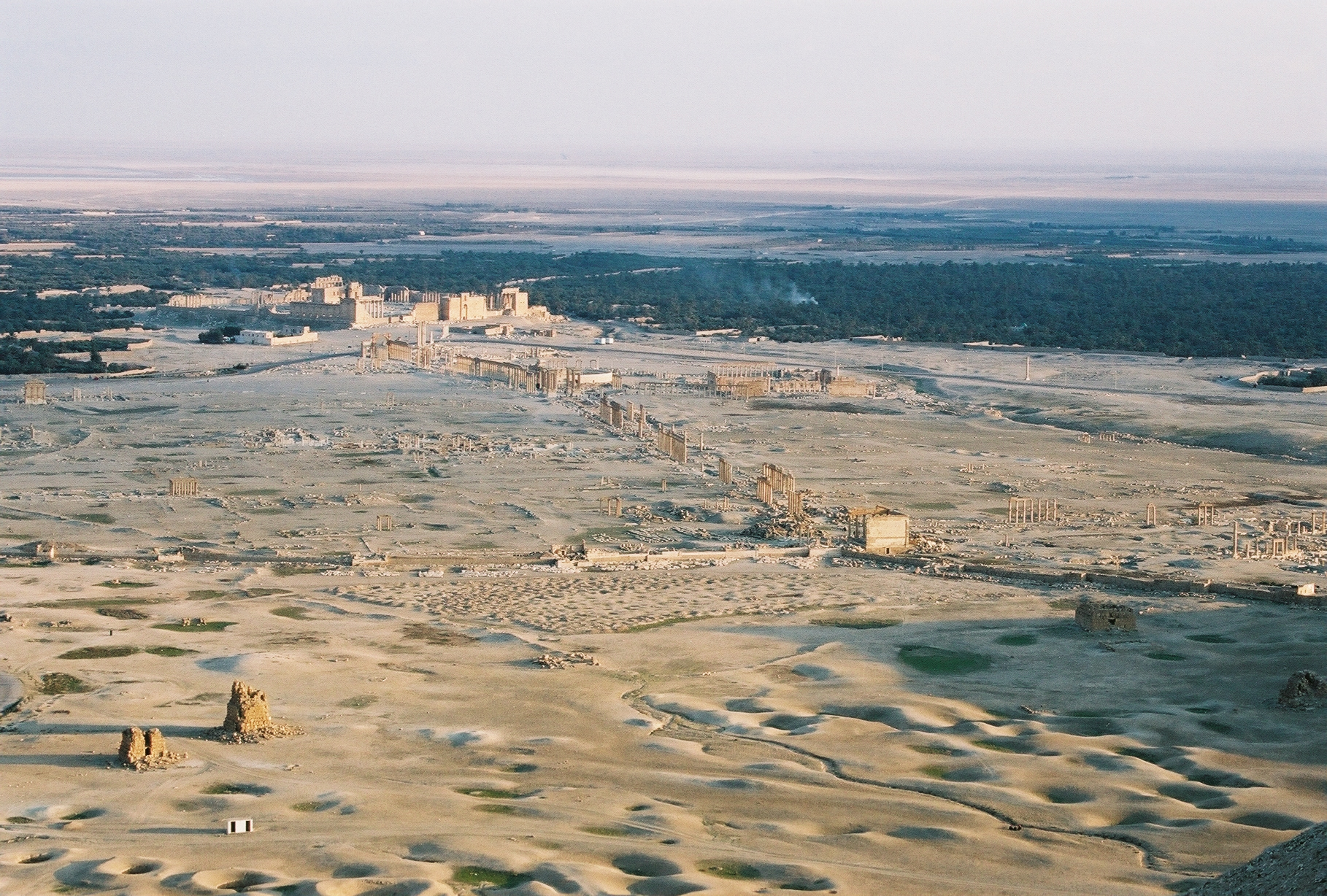
Überblick über Palmyra von der Burg aus (2005)

Die frühesten Anzeichen für menschliche Besiedlung in der Oase lassen sich bereits für das 7. Jahrtausend v. Chr. feststellen. Palmyra (Tadmor) wird in altassyrischen und babylonischen Texten erwähnt (in unterschiedlicher Schreibform: Tadmu/i/ar). Zur Zeit der Mari-Archive im 2. Jahrtausend v. Chr. fungierte die dortige Oase offenbar bereits als wichtiger Handelsposten. In späteren Quellen taucht der Ort immer wieder auf, ohne dass detaillierte Berichte überliefert sind. Im 1. Jahrhundert v. Chr. sind Priester des Bēl-Marduk und ein Bēltempel dort belegt. Dieser war insbesondere im 1. Jahrhundert nach Christus eines der wichtigsten religiösen Bauwerke im gesamten Vorderen Orient. Der Bēl-Kult hielt sich in Palmyra bis in die Spätantike.
Die Stadt wurde im späten 1. Jahrhundert v. Chr. von römischen Truppen erobert und stand seit dem 1. Jahrhundert n. Chr. unter römischer Hoheit. Sie erhielt von Kaiser Hadrian (der sich 129/30 kurzzeitig in Palmyra aufhielt) den Status einer freien Stadt, Kaiser Caracalla erhob sie zur colonia. Dies brachte nicht nur Prestige ein, sondern auch steuerliche Privilegien. Die Stadt hatte sich um das Jahr 100 zu einem zentralen Handelsknotenpunkt im Rahmen des Indienhandels etabliert. Palmyra konnte von der Anbindung an die Seidenstraße profitieren und gelangte rasch zu großem Reichtum. Es entwickelte sich in Palmyra eine eigentümliche Kultur, die griechisch-römische und orientalische Elemente verschmolz. Besonders im religiösen Bereich lassen sich zahlreiche unterschiedliche Einflüsse feststellen. Der Reichtum der Stadt äußerte sich in monumentalen Bauwerken. Offenbar stellte Palmyra früh auch eine eigene Miliz auf, um die Karawanen gegen Räuber zu schützen; besonders die palmyrenischen Bogenschützen erlangten rasch Berühmtheit. Palmyrenische Einheiten sind auch als römische Hilfstruppen im unteren Donauraum und in Numidien belegt. Die Truppen der Stadt sollten in der Mitte des dritten Jahrhunderts von Bedeutung werden, als die persischen Sassaniden den römischen Orient angriffen und dabei 260 sogar Kaiser Valerian gefangen nehmen konnten (siehe Reichskrise des 3. Jahrhunderts). Angesichts dieser Krise entwickelte Palmyra eine enorme Aktivität, um seine Interessen zu schützen.
Nach dem Sieg der Sassaniden über die römischen Truppen in der Schlacht von Edessa im Jahr 260 versuchten die Palmyrener zunächst eine Annäherung an die Perser. Nach Ablehnung dieses Gesuchs durch den persischen König Schapur I. stellte sich der palmyrenische Fürst Septimius Odaenathus auf die Seite Roms und griff die Perser überraschend und erfolgreich an. Damit machte er die Stadt schlagartig zu einem wichtigen Machtfaktor in der Region und faktisch unabhängig. Überlebende des geschlagenen römischen Heeres schlossen sich Odaenathus an und verstärkten sein Heer. Nachdem er 261 den Usurpator Quietus besiegt hatte, ernannte ihn Kaiser Gallienus zum corrector totius Orientis und damit faktisch zu seinem Stellvertreter in dieser Region. Zwischen 262 und 266 eroberten die palmyrenischen Truppen unter Odaenathus große Teile Mesopotamiens von den Persern. In dieser Zeit ordnete sich Odaenathus formal Rom unter, zumal sich die Interessen des Fürsten und des römischen Kaisers deckten: Die Abwehr der Perser und Sicherung der Handelswege. Allerdings gewann Odaenathus stark an Einfluss, so dass sich auch verdeckte Spannungen bemerkbar machten.
Nach der Ermordung des Odaenathus im Jahr 267 (die Hintergründe sind unklar) setzte seine Gattin Zenobia die Politik fort, doch waren die wieder erstarkten Römer offenbar nicht bereit, die Sonderstellung des Vaters einfach auf den Sohn des Odaenathus zu übertragen. Es kam zum offenen militärischen Konflikt. Zenobia übernahm im Namen ihres Sohnes Vaballathus die Herrschaft über Syrien und besetzte 270 auch die reiche römische Provinz Ägypten. Als der römische Kaiser Aurelian 272 Palmyra angriff, ließ Zenobia ihren Sohn ebenfalls zum Kaiser ausrufen und nahm selbst den Titel einer Augusta an. Aurelian besiegte bei Immae in der Nähe von Antiochia und nochmals bei Emesa die palmyrenischen Truppen und führte Zenobia als Gefangene nach Rom. Während der römischen Besetzung erhob sich die Bevölkerung Palmyras, das zunächst milde behandelt worden war, kurz danach unter Septimius Antiochus zu einem zweiten Aufstand. Nach dessen Niederschlagung wurde Palmyra von den Römern zerstört. Das zeitweilig von Palmyra beherrschte Territorium fiel wieder an Rom und Persien.
Kaiser Diokletian ließ die Stadt um 300 n. Chr. sehr viel kleiner wieder aufbauen und errichtete hier ein römisches Militärlager. Auch das Christentum erreichte Palmyra, und die Stadt wurde im frühen 4. Jahrhundert Bischofssitz. Als Kirche diente ab dem 5. Jahrhundert der alte Baaltempel. 527 ließ der oströmische Kaiser Justinian I. Palmyra erneut stark befestigen und stationierte hier den dux von Emesa mit Truppen. Doch die Zeit der Blüte war für die Stadt lange vorbei. Im Jahr 634 gelangte mit den Arabern der Islam nach Palmyra, nach 636 ging die Siedlung endgültig aus oströmischer Hand in jene der Moslems über, die nahe der Stadt eine Bergfestung anlegten. Die meisten Bewohner verließen den bedeutungslos gewordenen Ort in der Folge.
1751 besuchte eine englische Expedition die Ruinenstadt und fertigte sorgfältige Bauaufnahmen der am besten erhaltenen antiken Ruinen an. Nachdem sie 1753 in einer monumentalen Dokumentation publiziert worden waren, übten sie erheblichen Einfluss auf die Entwicklung der klassizistischen Architektur in Europa aus.

## Aktueller Zustand
Die Stadt war vor den Kampfhandlungen 2015 in Syrien touristisch erschlossen, es gab gute Busverbindungen und mehrere Hotels. Seit 1980 ist das Ruinengelände UNESCO-Weltkulturerbe.
Im Bürgerkrieg in Syrien seit 2011 – einschließlich der Kampfhandlungen durch den Islamischen Staat (IS), der aus ideologischen Gründen Kulturgut zerstört (vgl. auch Ikonophobie) – ist die Fundstelle verstärkt durch Plünderungen bedroht. Die UNESCO hat sie auf die rote Liste des gefährdeten Welterbes gesetzt. Palmyrenische Grabreliefs sind in Sammlerkreisen sehr gefragt und werden illegal ausgeführt. Durch die Entfernung der Objekte aus ihrem Kontext gehen wertvolle Daten für eine geschichtswissenschaftliche Auswertung verloren, die zur Beantwortung der Frage nach den wirtschaftlichen und sozialen Rahmenbedingungen des Aufstiegs Palmyras beitragen könnten.

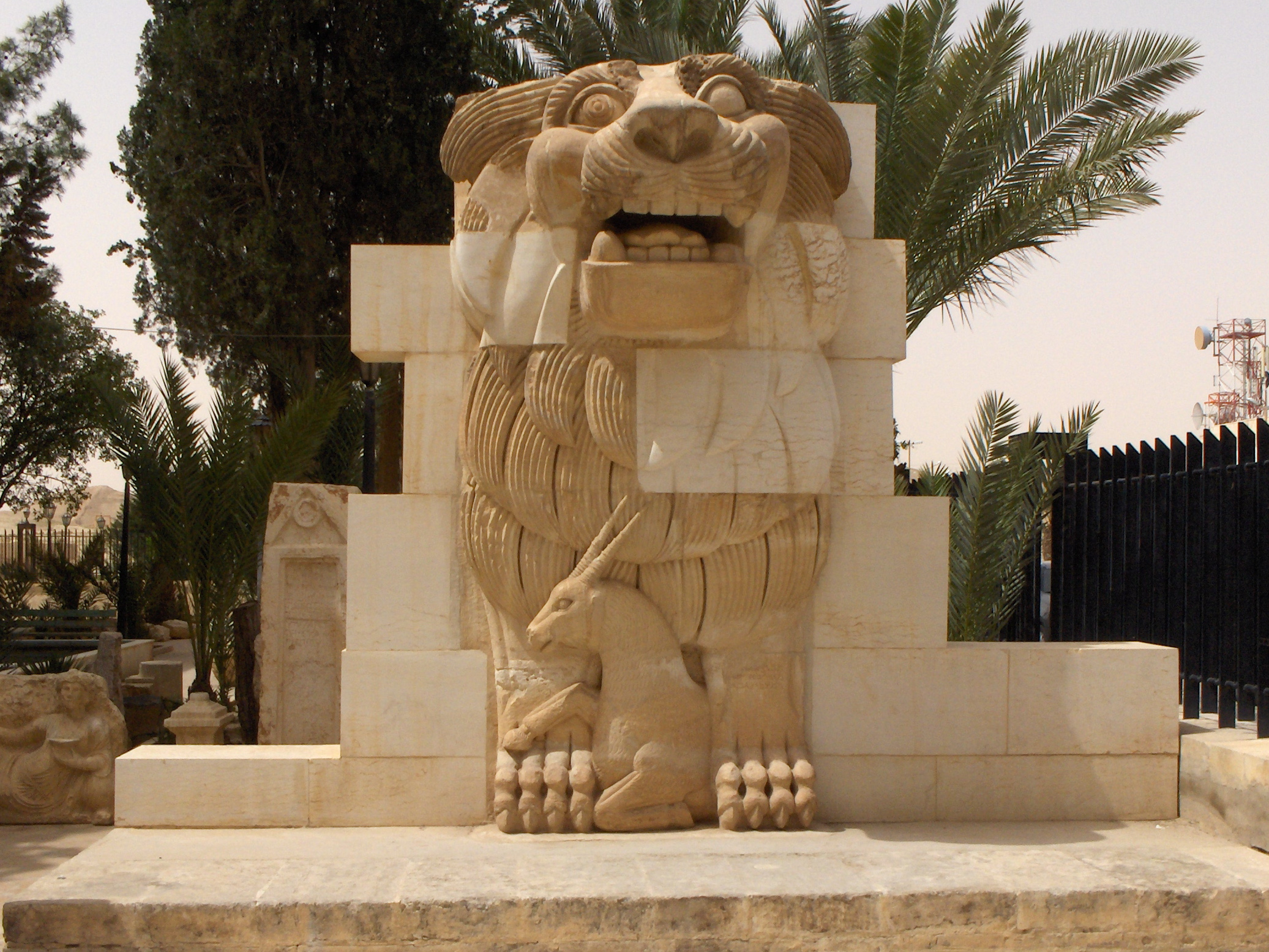
Löwenskulptur aus dem Allat-Tempel, 1. Jahrhundert v. Chr. (2010)

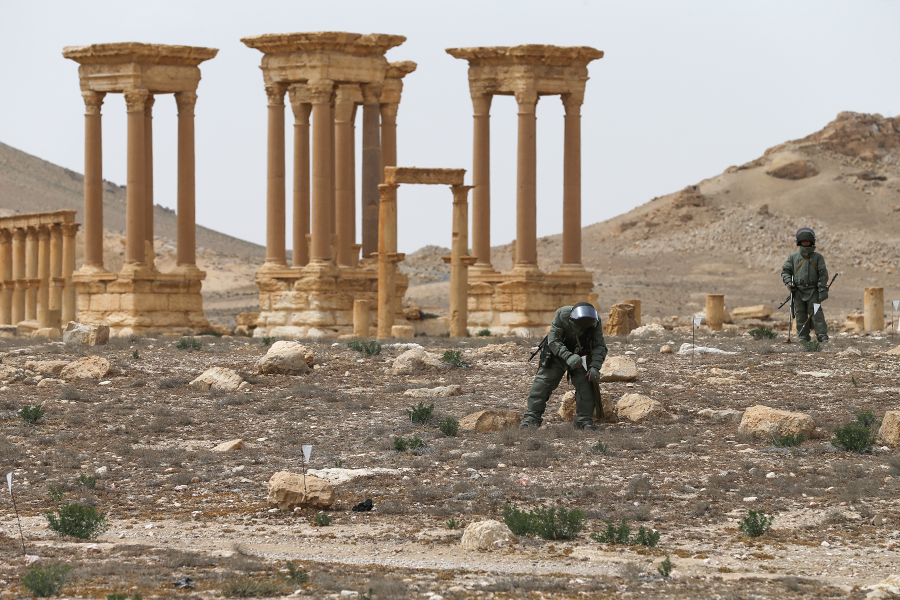
Russische Truppen bei der Suche nach Sprengfallen und Minen im April 2016

Am Abend des 20. Mai 2015 räumten die syrischen Regierungstruppen und Milizionäre die Stadt Tadmor. Somit gelangte auch die archäologische Stätte in die Hand des IS. Der Direktor der syrischen Antikenverwaltung sagte, dass die im Museum von Palmyra beherbergten Objekte in Sicherheit gebracht worden seien. Am 21. Juni 2015 gelangten Berichte aus Syrien an die Öffentlichkeit, dass der IS in Palmyra Landminen und Sprengsätze um die antiken Ruinen herum installiert habe. Jedoch sei unklar, ob die Sprengsätze zur Verteidigung von Palmyra gegen syrische Regierungstruppen, die möglicherweise eine Offensive planten, oder zur Zerstörung der Tempelanlagen gelegt worden seien.
Maamun Abdelkarim, Leiter der syrischen Antikensammlungen, bezeichnete die am 27. Juni 2015 erfolgte Zerstörung der berühmten Löwenskulptur aus dem Allat-Tempel, die 1977 entdeckt wurde und am Eingang des Museums von Palmyra stand, als „das schlimmste Verbrechen, das die Dschihadisten am Erbe von Palmyra begangen haben“. Die Zerstörungen werden weltweit verurteilt.
Am 25. August 2015 wurde der Tempel des Baalschamin durch die IS-Miliz zerstört. Am 31. August 2015 nahm die IS-Miliz Berichten zufolge auch eine Sprengung am Baaltempel vor, wodurch dieser schwer beschädigt worden sei. Kurz darauf bestätigten die Vereinten Nationen die Zerstörung anhand von Satellitenaufnahmen. Anfang Oktober sprengten die Terroristen den Triumphbogen (Hadrianstor) an der Prachtstraße der Stadt.
Im März 2016 gelang es Truppen der syrischen Armee, unterstützt durch regierungstreue Milizen und insbesondere durch die russische Luftwaffe, Teile der Stadt vom IS zu befreien. Taktisch wichtige Anhöhen waren bereits einige Zeit zuvor von ihnen eingenommen worden, einschließlich der alten Zitadelle von Palmyra, welche der IS unter hohen Verlusten verlor. Am 27. März 2016 gab die syrische Armee die vollständige Rückeroberung von Palmyra bekannt.
Zunächst war man zuversichtlich, einen wesentlichen Teil der gesprengten Bauwerke von Palmyra wieder rekonstruieren zu können. Im Mai wurde die Rückeroberung der Stadt mit einem klassischen Konzert vor den Ruinen gefeiert. Am 10. Dezember 2016 gelang es IS-Kämpfern in einer überraschenden Offensive jedoch, Palmyra erneut zu erobern. Am 20. Januar 2017 wurden weitere Zerstörungen in der antiken Stadt durch den IS bekannt. Hiervon betroffen waren das Tetrapylon und die Bühne des Theaters.
Am 1. März 2017 rückten syrische Truppen auf die Burg Palmyra vor. Am 2. März 2017 war die Stadt nach russischen Angaben wieder in der Hand syrischer Truppen. Da die Islamisten allerdings zahlreiche Sprengfallen zurückgelassen hätten, rückte die syrische Armee nur langsam wieder in Palmyra ein.
2017 rekonstruierten verschiedene Fakultäten der Universität Konstanz den ursprünglichen Zustand der Ruinen im Modell und präsentierten dies in einer Ausstellung.
Im November 2024 erfolgte ein schwerer Angriff der israelischen Luftwaffe auf Palmyra. Die „Syrische Beobachtungsstelle für Menschenrechte“ teilte mit, dieser sei erfolgt, da sich dort syrische, mit der Islamischen Republik Iran verbündete Milizen aufgehalten hätten. Bei diesem Angriff habe es auch schwere Schäden an Gebäuden gegeben.

## Öffentliche Bauten

### Tempel des Bēl/Baaltempel

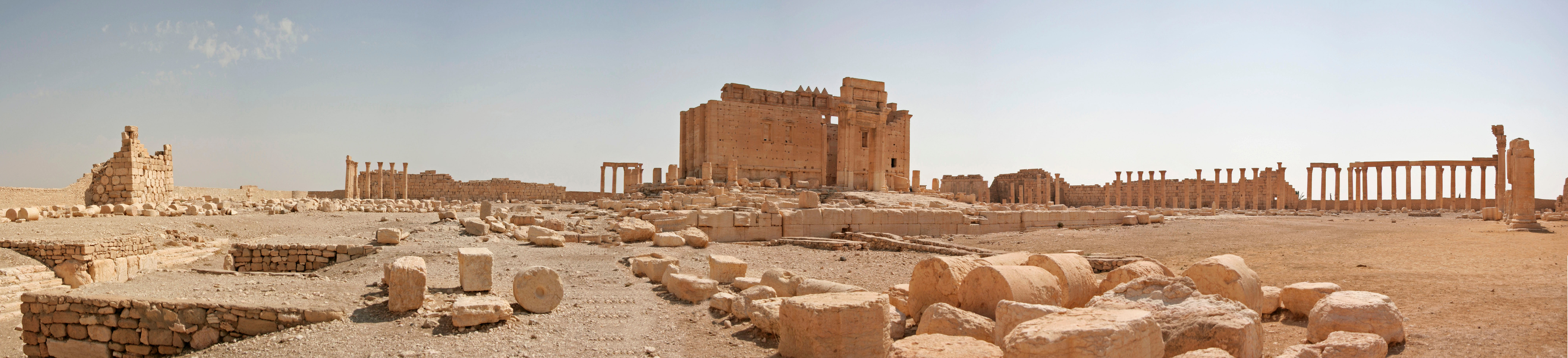
Tempel und Hof des Bel, 2007

Der Tempel des Bēl, besser bekannt als Baaltempel, war eines der wichtigsten religiösen Bauwerke im Nahen Osten im ersten Jahrhundert nach Christus. Der Schrein, das eigentliche Heiligtum, wurde einer Inschrift zufolge am 6. April 32 v. Chr. geweiht, einem Festtag des Bēl-Marduk. Der Tempel verfügt über einige bauliche Besonderheiten, die von der kulturellen Eigenständigkeit Palmyras zeugen, beispielsweise hat der Tempel Fenster. Außerdem ist der Eingang an der Breitseite (Babylonien), wodurch der Tempel über zwei Kultnischen verfügt – im Gegensatz zu griechischen oder römischen Tempeln. Der Baaltempel wurde 1132/33 in eine Zitadelle umgebaut. Am 30. August 2015 nahm die Islamistenmiliz eine Sprengung vor, durch die das Tempelinnere schwer beschädigt wurde.

### Tempel des Baalschamin

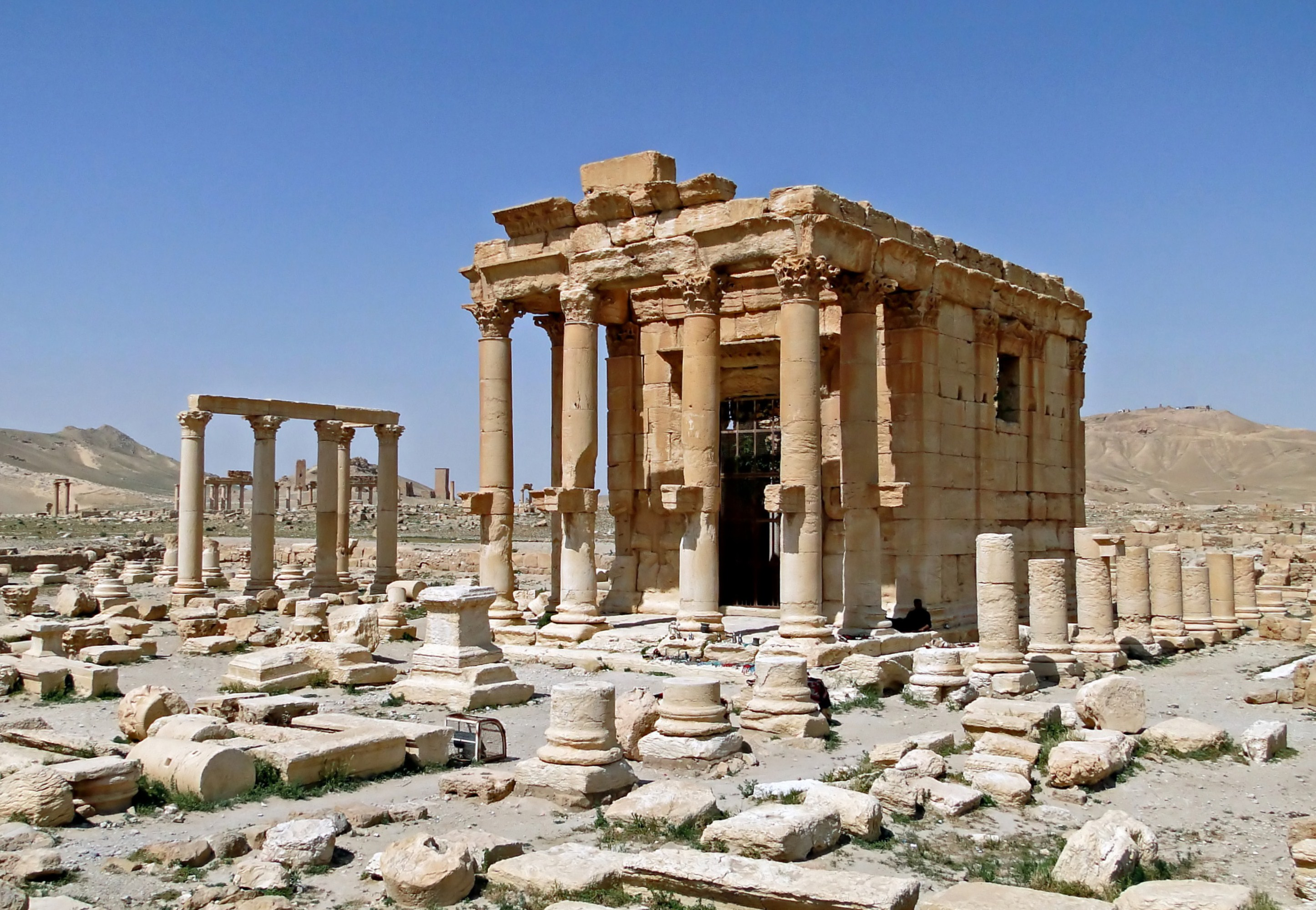
Cremin (2007) wertete den Baalschamin-Tempel als Palmyras wichtigsten verbliebenen Tempel neben dem Baaltempel.

Nördlich der Thermen lag der Tempel des Baalschamin. Neben Bēl, der ursprünglich ein mesopotamischer Gott war, wurde in Palmyra auch die phönizische Gottheit Baalschamin angebetet. Dieser war ebenfalls ein „höchster Gott“. Er hatte einen ähnlichen Zuständigkeitsbereich wie Bēl. Genau wie bei Bēl wurden ihm oft der Mondgott Aglibol und der Sonnengott Jarchibol zur Seite gestellt. Dass es zwei „höchste“ Götter in Palmyra gab, hing möglicherweise damit zusammen, dass es zwei verschiedene Bevölkerungsschichten gab. Die später eingewanderten Phönizier brachten dabei ihren eigenen Gott mit, den sie in einem eigenständigen Tempel verehrten. Die genaue Zeit der Entstehung des Tempels ist nicht bekannt. Es wird angenommen, dass er entweder 130 von Hadrian oder erst um 150 erbaut wurde. An der Stelle des Tempels gab es zuvor schon ein Heiligtum. Im 4. Jahrhundert wurde der Tempel zu einer Kirche umgebaut.
Am 22. August 2015 sprengte die Terrororganisation Islamischer Staat das Bauwerk.

### Prachtstraße

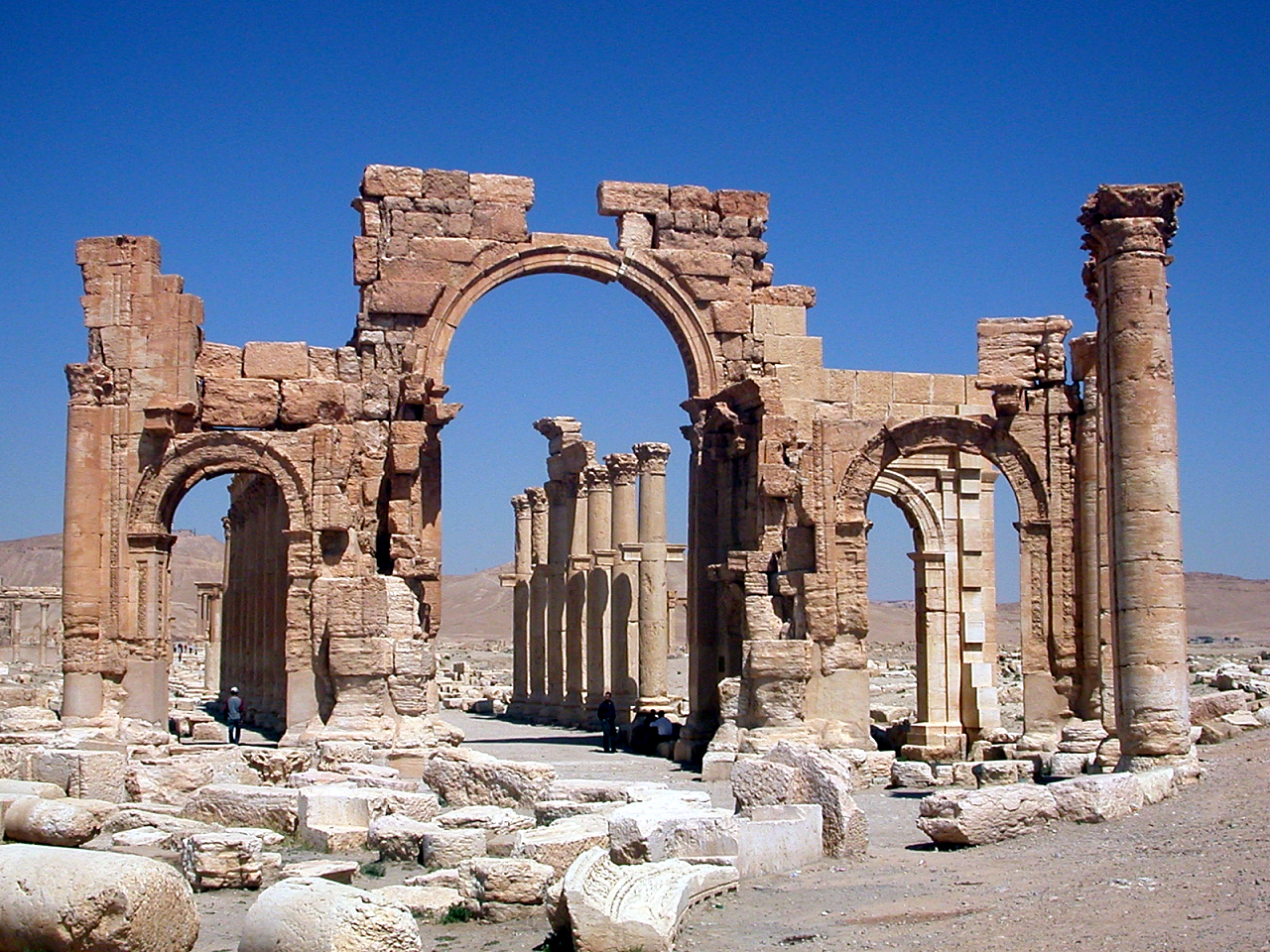
Hadrianstor mit Kolonnade (2004), 2015 zerstört

Die Prachtstraße erhielt um etwa 220 n. Chr. ihre heutige Form. Sie ist etwa 1 km lang. Die Straßen in Palmyra waren nicht gepflastert, sondern bestanden aus festgestampftem Lehm. Die Prachtstraße verläuft nicht typisch römisch gerade, sondern knickt zweimal ab: als die Säulenstraße in mehreren Etappen im 2. Jahrhundert gebaut wurde, musste man auf bestehende Gebäude Rücksicht nehmen. Die Richtungsänderungen wurden durch den Bau des Tetrapylons und durch das große Hadrianstor kaschiert. Das Hadrianstor wurde als Eingang zur Prachtstraße zu Ehren des römischen Kaisers Hadrian errichtet. Das Tor bestand aus drei Torbögen, die mit Reliefs verziert waren; es wurde im Herbst 2015 von Mitgliedern der IS-Miliz gesprengt. Zwischen dem Hadrianstor und dem Tetrapylon befinden sich fast alle wichtigen Gebäude. Die Straße war an dieser Stelle 11 m breit. Begrenzt wurde die Straße von etwa 9,5 m hohen Säulen und Bronzestatuen palmyrischer Würdenträger. An den Säulen befinden sich kleine Basen für heute verschollene Statuen von Geldgebern der Kolonnade oder von ausgezeichneten Palmyrenern. Die wurden durch zwei- oder dreisprachige Inschriften ausgewiesen.

### Tempel des Nebo
Südwestlich des großen Hadrianbogens steht der Tempel des Nebo. Nebo war ursprünglich eine mesopotamische Gottheit der Schrift, Weisheit und Macht, die in Palmyra mit Apollo gleichgesetzt wurde. Der monumentale Eingang lag an seiner Südseite und orientierte sich zur bisher kaum erforschten hellenistischen Stadt. Der Zugang erfolgte durch einen Torbau mit sechs Säulen. Der Hof wurde trapezförmig angelegt – die Seite des Portals war schmaler als die Rückseite des Tempels – und bestand aus gestampfter Erde. In ihm befand sich ein Brunnen mit breitem Rand für rituelle Waschungen. Der Tempel selbst erhob sich auf einem Podium von 2,15 m Höhe, er war von 32 korinthischen Säulen umgeben. Man betrat die Cella über eine monumentale elfstufige Freitreppe. Die unteren Stufen trugen einen kleinen Altar, wie beim Baaltempel. Im Inneren der Cella befand sich die Kultnische, von zwei Treppentürmen flankiert. Das Dach war wie beim Baaltempel flach und mit Türmchen und Scheingiebeln verziert. Heute sind vom Nebotempel nur noch der Grundriss mit Säulenstümpfen und Teile des Südportals zu erkennen.

### Thermen
Auf der anderen Seite der Säulenstraße liegen die Diokletiansthermen. Die Grundfläche betrug 85 m × 51 m. Die Thermen wurden gegen Ende des 2. Jahrhunderts errichtet. Gegen Ende des 3. Jahrhunderts erfolgten verschiedene Umbaumaßnahmen mit neuen Einbauten, die zum heutigen Namen führten. In die Säulenstraße ragt der hervorgehobene Eingang in Form einer Plattform mit vier Säulen aus rotem Granit hinein. Dieser war aus Ägypten importiert worden. Im Inneren des Gebäudes befand sich ein Heißbaderaum mit Heißwasserbecken (Caldarium). Zusätzlich gab es einen Raum für gemäßigte Hitze, das Tepidarium. In diesem befand sich kein Wasserbecken. Außerdem gab es ein Frigidarium, ein Kaltwasserbecken zum Abkühlen. Auch Sportplätze, Wandelhallen und Ruheräume befanden sich im Bäderkomplex. Die Wasserzufuhr erfolgte über eine unterirdische Leitung. Heute ist nur noch ein Wasserbecken zu erkennen.

### Römisches Theater

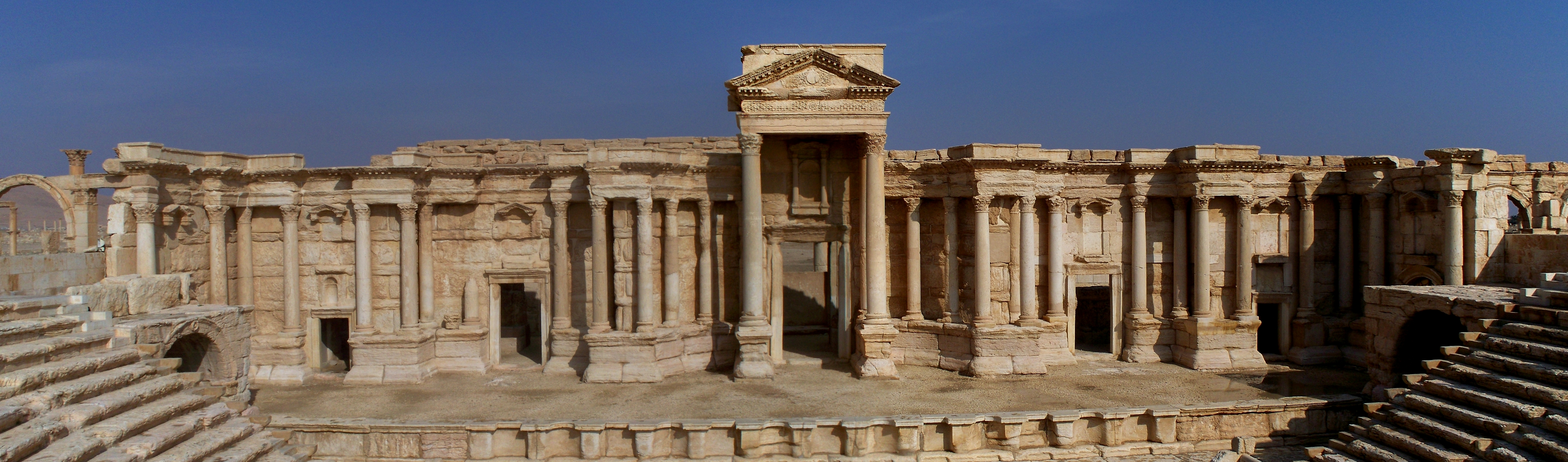
Die Bühne des Theaters (2010)

Westlich der Säulenstraße liegt das Theater, das aus dem 2. Jahrhundert n. Chr. stammt. Früher hatte es vermutlich wesentlich mehr Sitzreihen als heute, die teilweise aus Holz gewesen sein könnten. Die Bühnenrückwand ist 48 m lang und 10,50 m tief. Sie stammt aus dem 3. Jahrhundert. Sie stellte den Eingang zu einem Palast mit einem zentralen königlichen Tor und zwei Seitentüren dar. Außer den beiden gewölbten Durchgängen besaß das Theater einen mittleren Eingang, der unter den Sitzreihen hindurchführte und auf die kreisförmige Straße hinausging. Das Theater wurde für Theaterstücke, aber auch für Tier- und Gladiatorenkämpfe genutzt.
Am 4. Juli 2015 wurde ein Video veröffentlicht, das eine öffentliche Hinrichtung von 25 syrischen Soldaten durch sehr junge IS-Kämpfer (darunter anscheinend Jugendliche) vor Publikum auf der Bühne des Theaters zeigt; bereits zuvor war es dort wohl zu Hinrichtungen gekommen. Im Januar 2017 wurde das Bühnengebäude von IS-Kämpfern stark beschädigt; das Ausmaß der Zerstörung ist derzeit unklar.

### Agora
Die Agora war ein quadratischer Hof, der von Säulengängen umgeben war. Er besaß elf Zugänge. Die heutige Anlage wurde an der Stelle der alten Agora im frühen 2. Jahrhundert erbaut. Die älteste in diesem Bereich gefundene Inschrift datiert ins späte erste Jahrhundert. An der Südwestecke der Agora befindet sich ein rechteckiges Bauwerk (14,20 auf 12,10 m), dessen Eingang von zwei Säulen flankiert wird. Vielleicht handelte es sich dabei um das Bouleuterion von Palmyra, also den Tagungsort des „Stadtrats“, doch evtl. war es auch ein Bankettsaal. Der Hof besitzt Steinbänke, in ihm fanden wohl auch Opfer statt.

### Tetrapylon

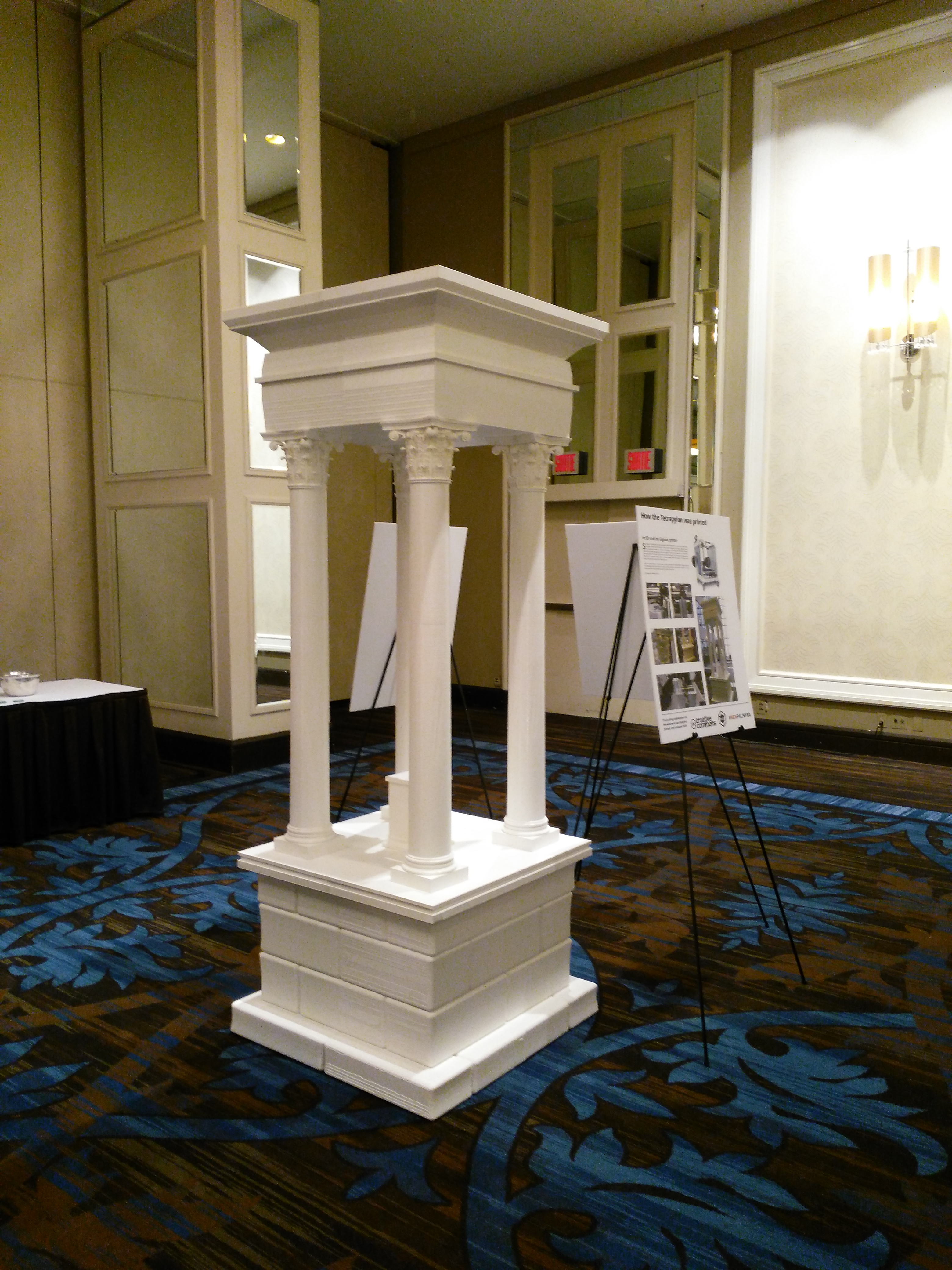
Modell einer der vier Nischen des Tetrapylon, erstellt mittels 3D-Druck.

Das Tetrapylon markierte die Kreuzung der beiden wichtigsten Straßen Palmyras. Es gilt als das schönste Tetrapylon, das die Römer je gebaut haben. 16 schlanke Säulen aus rosafarbenem Granit, der aus Assuan stammt, bildeten vier überdachte Nischen, in denen sich früher Statuen befanden. Allerdings handelte es sich bei den heutigen Säulen um Nachbildungen, nur noch eine der Säulen war antik.
Zwischen dem 26. Dezember 2016 und dem 10. Januar 2017 wurde das Tetrapylon dann weitgehend zerstört, nach Einschätzung des Palmyra Monitor vermutlich durch eine absichtliche Sprengung des IS. Von den ursprünglich vier Pylonen sind der östliche und südliche vollständig zerstört und von den beiden anderen existieren jeweils nur noch zwei Säulen.

## Nekropole
Vor den Toren außerhalb des Stadtgebiets liegen verschiedene Gräberfelder, die nach ihrer Lage als Nord-, Südost-, Südwest- und Westnekropole (das sog. „Tal der Gräber“) bezeichnet werden.

### Grabtürme der Westnekropole
Die Grabtürme der Westnekropole sind einzigartig im Nahen Osten.
Nach den Bauinschriften wurden die Grabanlagen zwischen 9 v. Chr. bis 128 n. Chr. errichtet. Das Grab des Elahbel ist das größte Turmgrab. Es besaß bis zu fünf Geschosse, die durch enge Wendeltreppen verbunden waren. Im Turm fanden zahlreiche Tote ihre letzte Ruhestätte. Die Grabtürme waren das Grabhaus einer Familie. Ärmere Palmyrener konnten Grabstätten in einem der Gräber mieten. Die Särge wurden durch Schächte in das jeweilige Geschoss befördert. Das Äußere der Türme war in der Regel schlicht. Im Inneren waren die Türme jedoch mit Architekturdekor und Skulpturenschmuck reich verziert. Für die Archäologie bargen die Grabtürme eine Besonderheit: Es wurden Reste kostbarer Textilien gefunden. Dies lässt Rückschlüsse auf die Handelsverbindungen der Palmyrener zu.
Im September 2015 sprengte die Terrororganisation Islamischer Staat insgesamt sechs Grabtürme, darunter die drei besterhaltenen: Vernichtet wurde der Grabturm des Iamblichos (83 nach Chr.), der Turm des Elahbel (103 nach Chr.) und der Turm des Kithot (44 nach Chr.).

### Hypogäen
Neben den Grabtürmen wurden auch unterirdische Grabanlagen (Hypogäen) errichtet. Nach den Inschriften wurden diese zwischen 81 und 232 erschaffen. Bisher wurden etwa 90 davon gefunden. Der Zugang erfolgte über eine Treppe. In die monumentalen Steintüren war der Name des Gründers und das Entstehungsdatum eingraviert. Die Grabkammern wurden mit reicher Bauornamentik oder Fresken verziert.
Am bekanntesten ist das Hypogäum der drei Brüder. Es entstand etwa im Jahr 160 und wurde auf das Verschwenderischste mit Fresken verziert. Abgebildet sind Gestalten aus der griechischen Mythologie, die einen Bezug zur Totenwelt hatten. So finden sich beispielsweise Fresken von Ganymed, der von Zeus auf den Olymp entführt wurde, sowie von Achill. Auch in diesem Grab konnten Grabplätze gemietet werden. Man sieht noch immer die Inschriften mit den Familiennamen.
Das Grab des Burfa und des Burli entstand 128 n. Chr. und befindet sich heute im Nationalmuseum von Damaskus. Hier wurden die Familiengründer mit weiteren Familienmitgliedern bestattet. Das Grab besteht aus einem langen Gang, von dem links und rechts Grabnischen abzweigen. Die Grabnischen wurden in den Fels gehauen, zugemauert und mit einer Büste des Verstorbenen verziert. Zusätzlich wurden gegen Ende des 2. Jahrhunderts oft große steinerne Sarkophage in den Hypogäen aufgestellt. In der Hauptnische befand sich die Statue des Grabgründers, des Stammvaters der Familie. In den Gräbern wurden auch Mumien gefunden; die Bestattungstechnik war allerdings eine andere als in Ägypten.

### Tempelgräber
Von den Hausgräbern sind hauptsächlich unansehnliche „Trümmerhaufen“ übriggeblieben. Diese besaßen ursprünglich aufwendig gestaltete Fassaden in Tempelform und einen säulenumstandenen Innenhof. Es gab etwa genauso viele Hausgräber wie Grabtürme. Nach den Bauinschriften wurden sie zwischen 143 und 253 n. Chr. errichtet. Ein Beispiel für ein wieder aufgebautes Hausgrab ist der Totentempel. Dieser liegt ganz in der Nähe des Diokletianslagers am Ende der Säulenstraße.

### Qalʿat Ibn Maʿn
Im 13. Jahrhundert erbauten die Muslime eine Festung etwa zwei Kilometer von der Ruinenstätte entfernt auf einem Bergrücken, um sich gegen die Kreuzfahrer abzusichern. Diese Burg erlangte jedoch keine große Bedeutung mehr. Der libanesische Drusenfürst Fachr ad-Dīn II. (reg. 1572–1635) baute sie zu einem schlossähnlichen Wohnsitz aus, im Versuch, seinen Herrschaftsbereich auf Kosten der Osmanen auszudehnen.

## Klimatabelle
|                       | Jan  | Feb  | Mär  | Apr  | Mai  | Jun  | Jul  | Aug  | Sep  | Okt  | Nov  | Dez  |   |       |
| Mittl. Tagesmax. (°C) | 12,1 | 14,7 | 19,4 | 25,2 | 30,7 | 35,4 | 38,1 | 37,9 | 34,4 | 28,3 | 19,9 | 13,5 | ⌀ | 25,9  |
| Mittl. Tagesmin. (°C) | 2,5  | 3,8  | 6,9  | 11,5 | 15,9 | 19,8 | 21,5 | 21,6 | 19,1 | 14,3 | 7,7  | 3,5  | ⌀ | 12,4  |
|                       |      |      |      |      |      |      |      |      |      |      |      |      |   |       |
| Niederschlag (mm)     | 20,8 | 18,4 | 21,2 | 18,3 | 8,2  | 0,4  | 0,0  | 0,0  | 0,3  | 8,8  | 16,1 | 20,2 | Σ | 132,7 |
|                       |      |      |      |      |      |      |      |      |      |      |      |      |   |       |
| Sonnenstunden (h/d)   | 5,3  | 6,6  | 7,4  | 8,6  | 10,3 | 12,1 | 12,3 | 11,7 | 9,9  | 8,5  | 7,1  | 5,3  | ⌀ | 8,8   |
|                       |      |      |      |      |      |      |      |      |      |      |      |      |   |       |
| Regentage (d)         | 7    | 10   | 6    | 4    | 2    | 0    | 0    | 0    | 0    | 3    | 5    | 7    | Σ | 44    |
|                       |      |      |      |      |      |      |      |      |      |      |      |      |   |       |
| Luftfeuchtigkeit (%)  | 73   | 64   | 54   | 33   | 39   | 34   | 37   | 39   | 42   | 45   | 56   | 72   | ⌀ | 49    |

| 2,5 |

| 3,8 |

| 6,9 |

| 11,5 |

| 15,9 |

| 19,8 |

| 21,5 |

| 21,6 |

| 19,1 |

| 14,3 |

| 7,7 |

| 3,5 |

| 2,5 |

| 3,8 |

| 6,9 |

| 11,5 |

| 15,9 |

| 19,8 |

| 21,5 |

| 21,6 |

| 19,1 |

| 14,3 |

| 7,7 |

| 3,5 |